# ريتشارد كيندال بروك
ريتشارد كيندال بروك (بالإنجليزية: Richard Kendall Brooke)‏ هو عالم طيور جنوب أفريقي، ولد في 1930، وتوفي في 12 مايو 1996 في هراري في زيمبابوي.